# Hundbacken
Hundbacken är en kulle i Sjundeå i det finländska landskapet Nyland. Kullen är belägen i byn Lappers, i den västra delen av kommunen.
Enligt kulturhistoriska sägner, insamlade av V. E. V. Wessman i början av 1900-talet, har kullen fungerat som avrättningsplats. Det berättas att avrättningar ägde rum på Hundbacken i Sjundeå, mellan Munks och Vejans, och att de avrättade även begravdes där. Enligt sägnen har kullen fått sitt namn av att så många hundar samlades på platsen för att äta av liken.